# Emil Cooper
Emil Albertovich Cooper (Kherson (óblast de Kherson), 1 de desembre, 1877 – Nova York (Estats Units), 19 de novembre, 1960), va ser un director d'orquestra rus i estatunidenc. Heroi del Treball (1923), Director d'Orquestra Honorat (1923). Artista Honorífic de la República (1923).

## Biografia
De família jueva, el seu pare Albert Leonovich Kupershtok (1854-1924), era violinista, contra-baixista i professor de música  que treballava a l'Òpera d'Odessa. Germà - Max Albertovich Cooper (1881-1959), director de cor i de teatre.
Després de graduar-se a l'escola de música d'Odessa en violí i composició, va començar a dirigir (va rebre classes d'Arthur Nikisch). Va començar a treballar a la tribuna de director d'orquestra el 1896, i va treballar a l'Òpera de Kíiv (1900-1904, empresa de M. M. Borodai) i a l'òpera privada de Zimin a Moscou, on sota la seva direcció es va estrenar l'òpera El gall d'or de Rimski-Kórsakov el 1909.
Des del 1908, va ser director permanent dels concerts simfònics de la sucursal de Moscou de l'IRMO. Cooper va estrenar diverses obres de Medtner, Myaskovsky (Tercera Simfonia, 1915), Rakhmàninov, Scriabin, Gliere (Simfonia d'Ilya Muromets, 1912) i altres compositors contemporanis. El talent del músic va ser notat per S. P. Diaghilev, que el va convidar a dirigir les Temporades Russes. Així, sota la direcció de Cooper, va tenir lloc la famosa representació de l'òpera Borís Godunov de Mussorgsky amb Fiódor Xaliapin en el paper principal.
Al Conservatori de Moscou va ser professor de la classe de conjunt de cambra (1918).
Després de la revolució, Aleksandr Glazunov va convidar Cooper a dirigir al Teatre Estatal d'Òpera i Ballet de Petrograd i a l'Orquestra Filharmònica de Petrograd. També va ser professor de direcció i classes d'orquestra al Conservatori de Petrograd (1919-1924).
El 1924, va decidir no tornar a l'URSS després d'unes vacances de sis mesos, establint-se a París. Durant aquest temps va fer moltes gires, uns anys més tard es va convertir en el director artístic de l'Òpera de Riga, i tres anys més tard va assumir el càrrec de director d'orquestra a Chicago. En tornar a Europa el 1932, el músic va continuar fent concerts fins al 1939. A partir del 1940 va viure als EUA. Després de la guerra, Cooper va esdevenir un dels directors d'orquestra de la Metropolitan Opera de Nova York, on va dirigir l'estrena americana de l'òpera Peter Grimes de Benjamin Britten i una nova versió de Khovànsxina de Mússorgski. A partir de 1950 va treballar a Montreal, ampliant el seu repertori, incloent-hi la interpretació d'òperes desconegudes al Canadà de Prokófiev i Menotti.
Diversos enregistraments de Cooper han sobreviscut, incloent-hi les òperes La Gioconda d'[Amilcare Ponchielli i Romeu i Julieta de Gounod.

## Enllaços i bibliografia
- El Senyor de la Música Emil Cooper
- Cooper Emil Albertovich // Ivanyan E. A. Enciclopèdia de les relacions russoamericanes. Segles XVIII-XX. — M.: Relacions Internacionals, 2001. — 696 pàg. — ISBN 5-7133-1045-0.
- V. Walter. Emil Cooper // Setmanari dels Teatres Acadèmics de Petrograd. — 1923. — Núm. 31-32 (8-15 d'abril). - Amb. 18-23.